# Campeonato Europeo de Escalada de 2004
El VI Campeonato Europeo de Escalada se celebró en Lecco (Italia) entre el 21 y el 27 de junio de 2004 bajo la organización de la Federación Internacional de Escalada Deportiva (IFSC) y la Federación Italiana de Deportes de Escalada.

## Medallistas

### Masculino
| Evento     | Oro                               | Plata                     | Bronce                    |
| ---------- | --------------------------------- | ------------------------- | ------------------------- |
| Dificultad | Ramón Julián Puigblanqué · España | Alexandre Chabot Francia  | François Auclair Francia  |
| Velocidad  | Alexandr Peshejonov · Rusia       | Maxym Stienkovy · Ucrania | Alexandr Chaulsky · Rusia |
| Bloques    | Daniel Du Lac Francia             | Andrew Earl Reino Unido   | Gabriele Moroni · Italia  |

### Femenino
| Evento     | Oro                      | Plata                    | Bronce                       |
| ---------- | ------------------------ | ------------------------ | ---------------------------- |
| Dificultad | Bettina Schöpf · Austria | Natalija Gros Eslovenia  | Katharina Saurwein · Austria |
| Velocidad  | Anna Stenkovaya · Rusia  | Valentina Yurina · Rusia | Maya Piratinskaya · Rusia    |
| Bloques    | Olga Bibik · Rusia       | Anna Stöhr · Austria     | Corinne Théroux Francia      |

## Medallero
| Núm. | País        | Oro | Plata | Bronce | Total |
| ---- | ----------- | --- | ----- | ------ | ----- |
| 1    | Rusia       | 3   | 1     | 2      | 6     |
| 2    | Francia     | 1   | 1     | 2      | 4     |
| 3    | Austria     | 1   | 1     | 1      | 3     |
| 4    | España      | 1   | 0     | 0      | 1     |
| 5    | Eslovenia   | 0   | 1     | 0      | 1     |
| 5    | Reino Unido | 0   | 1     | 0      | 1     |
| 5    | Ucrania     | 0   | 1     | 0      | 1     |
| 8    | Italia      | 0   | 0     | 1      | 1     |
|      | TOTAL       | 6   | 6     | 6      | 18    |